# Pitheciinae
Die Pitheciinae sind eine Unterfamilie der südamerikanischen Sakiaffen (Pitheciidae). Die Unterfamilie besteht aus drei Gattungen, die Uakaris (Cacajao) mit acht Arten, die Bartsakis (Chiropotes) mit fünf Arten und die Sakis (Pithecia) mit 16 Arten. Alle drei Gattungen kommen in den Regenwäldern des Amazonasbeckens und Guayanas, die Bartsakis auch in halbtrockenen Wäldern im nördlichen Cerrado vor. Sie sind die am wenigsten erforschte Gruppe der Neuweltaffen.

## Merkmale
Die Pitheciinae erreichen ein Gewicht von 1,4 bis 5 kg, wobei die Sakis als kleinste Vertreter der Unterfamilie nur 1,4 bis 1,9 kg schwer werden. Ihr Sexualdimorphismus ist relativ gering, die Männchen wiegen im Schnitt 25 % mehr als die Weibchen. Bei den Bartsakis und den Uakaris, die sich vor allem auf mehr oder weniger waagerecht stehenden Ästen auf allen vieren bewegen, sind Arme und Beine gleich lang, Sakis haben in Anpassung an ihre oft springende Fortbewegung zwischen senkrecht stehenden Ästen länger Beine. 

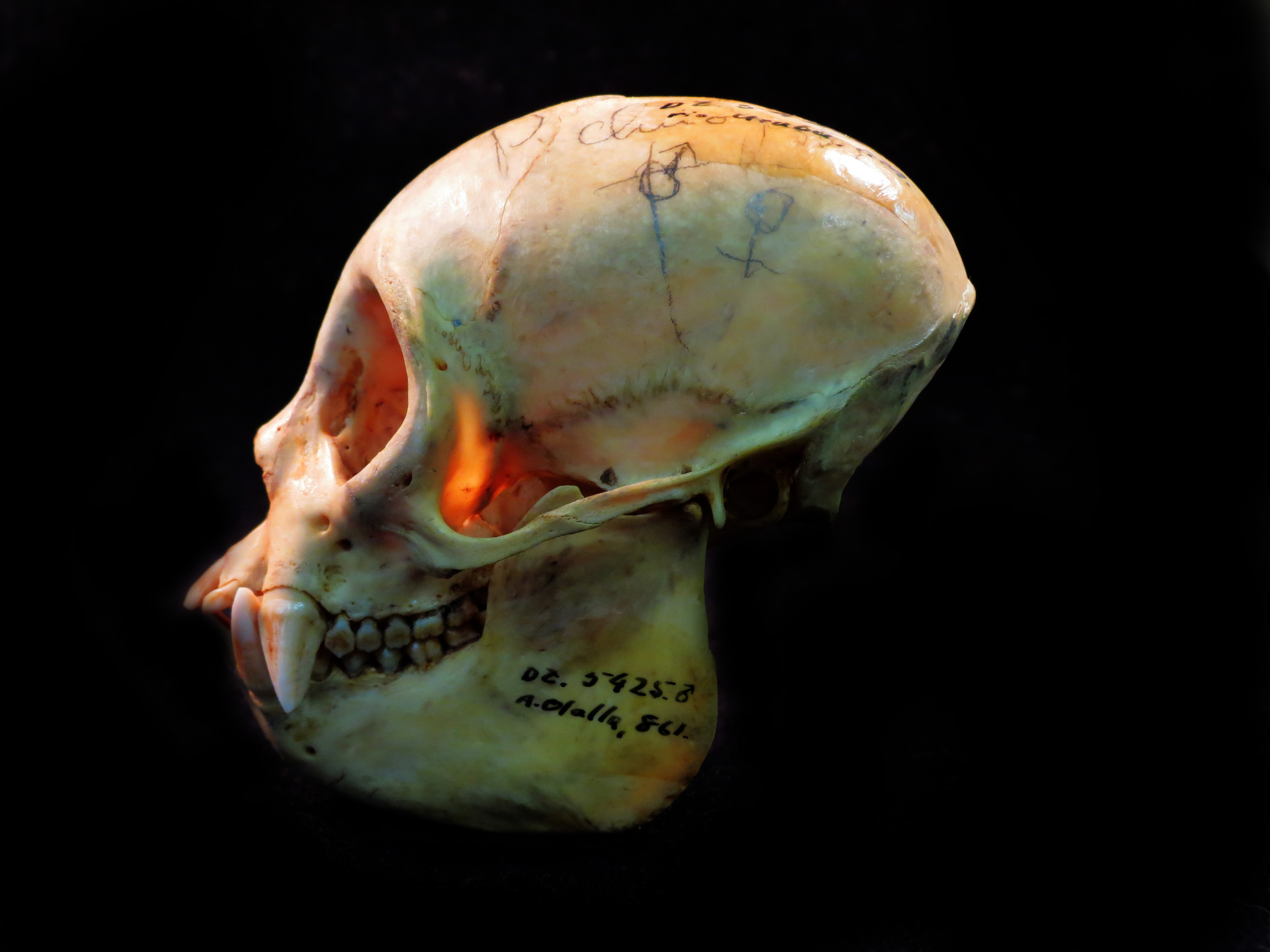
Schädel eines Bartsakis

Schädel- und Zahnmorphologie sind in besonderer Weise an die Ernährung durch hartschalige Samen und Steinfrüchte angepasst. Diese Anpassungen sind bei den Uakaris und Bartsakis stärker ausgeprägt als bei den Sakis. Dazu gehören große und breite Eckzähne und kräftige Schneidezähne, um harte Samen und Steinfrüchte aufzubrechen. Prämolaren und Molaren sind relativ klein, da das Innere der Steinfrüchte in der Regel weich ist. Der Ansatz des Massetermuskels im hohen Unterkiefer ist großflächig. Die Affen haben einen Überbiss mit Oberkieferschneidezähnen, die weit vor die Unterkieferschneidezähne ragen. Uakaris und Bartsakis besitzen zudem einen Scheitelkamm als Widerlager für die Kaumuskulatur. Die Schwänze sind bei allen drei Gattungen buschig, das Fell ist lang.

## Lebensweise

Roter Uakari (Cacajao calvus)

Sakis leben in kleinen Familienverbänden, die aus Eltern, Jungtieren und schon erwachsenen, aber noch im Familienverband verbleibenden Jungtieren bestehen. Die von ihnen genutzten Territorien sind 20 bis 200 Hektar groß und in ihnen legen sie täglich 500 Meter bis 3 Kilometer zurück. Uakaris und Bartsakis leben in großen Gruppen von bis zu 200 Tieren und bewohnen bis zu 1000 Hektar große Reviere, in denen sie sich täglich über eine Strecke von 3 bis 4, maximal 7 Kilometer bewegen. Dabei legen größere Gruppen in der Regel größere Strecken zurück.

## Ernährung
Die Arten der Pitheciinae ernähren sich vor allem von hartschaligen Samen und Steinfrüchten und sind die am stärksten an diese Ernährung angepasste Primatengruppe. Durch das langsame Reifen der Samen bewahrt diese Ernährungsweise die Pitheciinae vor den Auswirkungen saisonaler Nahrungsmittelknappheit, mit der die vor allem Früchte fressenden Affen sich auseinandersetzen müssen. Die meisten Arten der Pitheciinae fressen die Samen von mehr als 100 Pflanzen, einige auch die von mehr als 200 Pflanzenarten. Viele dieser Arten gehören zu den Goldpflaumengewächsen (Chrysobalanaceae), Hülsenfrüchtlern (Fabaceae) und Topffruchtbaumgewächsen (Lecythidaceae). Neben hartschaligen Samen werden in mehr oder weniger großen Mengen auch Blätter, Blüten, Früchte, Mark oder Insekten verzehrt. Sakis verbringen weniger Zeit mit dem Verzehr von hartschaligen Samen und Steinfrüchten und konsumieren mehr reife Früchte, Blätter, Blüten und Insekten als Bartsakis und Uakaris. In Gebieten, in denen Bartsakis und Sakis gemeinsam vorkommen, bewegen sie sich auf unterschiedlichen Baumhöhen und fressen unterschiedliche Pflanzen.

## Gefährdung
Obwohl die drei Gattungen der Pitheciinae größtenteils in den am wenigsten durch den Menschen beeinträchtigten und am wenigsten von Menschen besiedelten Gebieten vorkommen, sind einige Arten, besonders die Uakaris, durch die Jagd und Abholzung gefährdet.

## Belege
1. ↑  Adrian A. Barnett, Sarah A. Boyle und Cynthia L. Thompson. 2016. Pitheciid Research Comes of Age: Past Puzzles, Current Progress, and Future Priorities. American Journal of Primatology, 78: 487–492. DOI: 10.1002/ajp.22491
2. 1 2 3 4  Christopher Shaffer: Pitheciinae. DOI: 10.1002/9781119179313.wbprim0204 in Agustín Fuentes: The International Encyclopedia of Primatology. Verlag Wiley-Blackwell, 2017, ISBN 978-0-470-67337-9
3. ↑  Stephen F. Ferrari, Liza M. Veiga, Liliam P. Pinto, Laura K. Marsh, Russell A. Mittermeier & Anthony B. Rylands: Family Pitheciidae (Titis, Sakis and Uacaris). Seite 436 in Russell A. Mittermeier, Anthony B. Rylands & Don E. Wilson: Handbook of the Mammals of the World - Volume 3: Primates. Lynx Editions, 2013, ISBN 978-84-96553-89-7
4. ↑  Sarah A. Boyle, Cynthia L. Thompson und A. Deluycker. 2016. Geographic Comparison of Plant Genera Used in Frugivory among the Pitheciids Cacajao, Callicebus, Chiropotes, and Pithecia. American Journal of Primatology, 78: 493–506. DOI: 10.1002/ajp.22422